# Miss Internacional 1989
Miss Internacional 1989 fue la 29.ª edición de Miss Internacional, cuya final se llevó a cabo en el Kanazawa Kagekiza, en la ciudad homónima, en Japón el 17 de septiembre de 1989. Candidatas de 47 países y territorios compitieron por el título. Al final del evento Catherine Gude, Miss Internacional 1988 de Noruega coronó a Iris Klein, de Alemania como su sucesora.

## Resultados
| Resultados finales      | Concursante |
| ----------------------- | --- |
| Miss Internacional 1989 | - Alemania - Iris Klein |
| 1.ª Finalista           | - Polonia - Aneta Kręglicka |
| 2.ª Finalista           | - Venezuela - Carolina Omaña |
| Semifinalistas (Top 15) | - Australia - Jodie Martel - Corea - Kim Hee-jung - Dinamarca - Maria Hirse - España - Mercedes Martín - Estados Unidos - Deborah Lee Husti - Finlandia - Minna Kittilä - Gran Bretaña - Victoria Lace - Hawái - Sherri Teixeira - México - Erika Salum - Holanda - Gyslain Mydwelk - Islandia - Gudrun Eyjolfsdóttir - Nueva Zelanda - Rochelle Boyle |

### Premios especiales
- Miss Simpatía:  Filipinas - Lilia Marfori
- Miss Fotogénica:  Hawái - Sherri Teixeira
- Traje Nacional:  Corea - Kim Hee-jung

## Relevancia histórica del Miss Internacional 1989
- Alemania gana Miss Internacional por segunda vez.
- Polonia obtiene el puesto de Primera Finalista por primera vez.
- Venezuela obtiene el puesto de Segunda Finalista por primera vez.
- Australia, Corea, España, Estados Unidos, Finlandia, Islandia y México repiten clasificación a semifinales.
- España clasifica por octavo año consecutivo.
- Estados Unidos clasifica por quinto año consecutivo.
- México clasifica por cuarto año consecutivo.
- Australia y Finlandia clasifican por tercer año consecutivo.
- Corea e Islandia clasifican por segundo año consecutivo.
- Alemania y Venezuela clasificaron por última vez en 1987.
- Dinamarca, Holanda y Nueva Zelanda clasificaron por última vez en 1986.
- Polonia clasificó por última vez en 1985.
- Hawái clasificó por última vez en 1982.
- Gran Bretaña clasificó por última vez en 1976.
- Israel rompe una racha de clasificaciones que mantenía desde 1986.
- Japón rompe una racha de clasificaciones que mantenía desde 1983.
- De Europa entraron ocho representantes a la ronda de cuartos de final, transformándose este en el continente con más semifinalistas, de igual manera dominaron la ronda final colocándose como ganador y finalista.
- Ninguna nación de África pasó a la ronda semifinal.

## Candidatas
47 candidatas de todo el mundo participaron en este certamen:
| - Alemania - Iris Klein - Argentina - Marcela Laura Bonesi - Australia - Jodie Martel - Austria - Bettina Berghold - Bélgica - Violetta Blazejczak - Bolivia - Katerine Rivera Vaca - Brasil - Ana Paula Ottani - Canadá - Linda Marie Farrell - Colombia - Clelia Alexandra Ablanque Moreno - Corea - Kim Hee-jung - Costa Rica - María Antonieta Sáenz Vargas - Dinamarca - Maria Josephine Hirse - España - Mercedes Martín Mier - Estados Unidos - Deborah Lee Husti - Filipinas - Lilia Eloisa Marfori Andanar - Finlandia - Minna Kaarina Kittilä - Francia - Dorothée Lambert - Gran Bretaña - Victoria Susannah Lace - Grecia - Emmanouela Evdoridou - Guam - Janiece Annette Santos - Hawái - Sherri Joan Teixeira - Holanda - Ghislaine Niewold - Honduras - Cynthia Zavala - Hong Kong - Donna Chu Kit-Yee | - Irlanda - Louise Rose Kelley - Islandia - Gudrun Eyjolfsdóttir - Israel - Limor Fishel - Italia - Barbara Tarcci - Jamaica - Loceilia Stephenson - Japón - Tamae Ogura - Luxemburgo - Nicole Schalz - Marianas del Norte - Teresa Wamar - México - Erika Salum Escalante - Noruega - Heide Olsen - Nueva Zelanda - Rochelle Boyle - Panamá - Jenia Mayela Nenzen - Paraguay - Alba María Cordero Rivals - Polonia - Aneta-Beata Kreglicka - Portugal - Helena Cristina da Silva Teixeira - Puerto Rico - Michele Cotto - República Dominicana - Elbanira Morales de la Rosa - Singapur - Pamela Kurt Ha Chee - Suecia - Isabelle Soelmann - Suiza - Françoise Bezzola - Tailandia - Mayuree Chaiyo - Turquía - Esra Acar - Venezuela - Beatriz Carolina Omaña Trujillo |

## Crossovers
Miss Universo
- 1989:  Austria - Bettina Berghold
- 1989:  Gran Bretaña - Victoria Susannah Lace (Representó a  Escocia).
- 1989:  Guam - Janiece Santos
- 1993:  Dinamarca - Maria Hirse

Miss Mundo
- 1989:  Costa Rica - María Antonieta Sáenz
- 1989:  Polonia - Aneta-Beata Kreglicka (Ganadora).
- 1990:  Paraguay - Alba Cordero

Queen of the Year
- 1996:  Bélgica - Violetta Blazejczak